# 迪亚娜·杜阿尔特
迪亚娜·杜阿尔特·阿莱克林（葡萄牙語：Diana Duarte Alecrim，1999年2月22日—），巴西女子排球运动员，2021年泛美青年运动会女子金牌得主、2024年夏季奥林匹克运动会女子铜牌得主。